# Šeši
Maaibre Šeši ali krajše Šeši je bil vladar dela Egipta v drugem vmesnem obdobju Egipta. Dinastija, kronološki položaj, trajanje in obseg njegovega vladanja so nezanesljivi in predmet razprav. Težavnost prepoznavanja je odraz težav pri določanju dogodkov od konca Srednjega kraljestva do prihoda Hiksov v Egipt. Šeši je zaradi številnih njemu pripisanih artefaktov najbolje izpričan vladar iz tega obdobja, ki zajema konec Srednjega kraljestva in drugo vmesno obdobje od okoli  1800 pr. n. št. do 1550 pr. n. št. Več sto pečatov v obliki skarabeja so odkrili po celem Kanaanu, Egiptu, Nubiji in celo v Kartagini. 
Za dinastijo, kateri naj bi pripadal Šeši, so bile postavljene tri konkurenčne hipoteze. Nekateri egiptologi, med njimi Nicolas Grimal, William C. Hayes in Donald B. Redford, so prepričani, da je istoveten s Salitisom, kraljem Hiksov med njihovo invazijo na Egipt in ustanoviteljem Petnajste egipčanske dinastije. Salitisu se pripisuje 19 let vladanja v letih od okoli 1720 pr. n. št. do 1650 pr. n. št. Egiptolog William Ayres Ward in arheologinja Daphna Ben-Tor trdita, da je bil Šeši hiški kralj v drugi polovici Petnajste dinastije, ki je vladal med Hajanom in Apofisom,  Manfred Bietak pa trdi, da je bil hiški vazal, ki je vladal v delu Egipta ali Kanaana. Obstoj takšnih vazalov je sporen. Ne nazadnje bi bil Šeši lahko vladar iz zgodnje Štirinajste dinastije, linije vladarjev kanaanskega porekla, ki so vladali v vzhodni delti Nila tik pred prihodom Hiksov. Predlagatelji te teorije, med njimi Kim Ryholt in Darrell Baker,  pripisujejo Šešiju 40 let vladanja z začetkom okoli leta 1745 pr. n. št.
Ryholt trdi, da je Šeši z dinastično poroko s kušitsko princeso Tati združil svoje kraljestvo z Nubijo. Njun sin naj bi bil Nehesi, katerega ime pomeni Nubijec. Nehesi naj bi nasledil Šešija kot faraon Nehesi Aasehre.

## Dokazi

### Ime  (nomen) in priimek (prenomen) na pečatih
Šešijev nomen je napisan na več kot dvesto skarabejskih pečatih, ki so edini dokazi njegovega vladanja. Število njemu pripisanih skarabejev je primerljivo samo s številom skarabejev s prenomenom Maaibre, ki pomeni Pravični je srce Raja. Iz slogovnih podobnosti med obema skupinama skarabejev in njunima izjemnima številoma so egiptologi ugotovili, da je Maaibre Šešijev prenomen.
Maaibre Šeši je zato najbolje izpričan vladar iz drugega vmesnega obdobja Egipta. Pripisuje se mu veliko artefaktov, med njimi 396 pečatnikov in dva pečata z njegovim imenom in priimkom. Število je trikrat večje od 123 pečatov, ki se pripisujejo Jakbim Sekhaenreju, naslednjemu najbolje izpričanemu vladarju iz tega obdobja. 
Manfred Bietak domneva, da bi se Šešiju lahko pripisal tudi skarabej z napisom kralja Šenšeka, ki je bil odkrit v Avarisu.  Kim Ryholt in Darrell Baker njegovo domnevo zavračata in trdita, da je bil Šenšek drug kralj.

### Najdišča pečatov
Več kot 80 % Šešiju pripisanih pečatov je neznanega porekla. Ostalih 20 % pečatov izvira iz celega Egipta, Nubije in Kanaana, kar kaže na obsežne trgovske in diplomatske stike med Šešijevo vladavino.
Med pomembne najdbe spadajo pečati iz Lahiša, Gezera, Jerihe, Tel Mihala, Amana in Tel El Ajjula v Kanaanu. V Egiptu so tri pečate izkopali v Tel El Jahudiji in Tel El Maškuti, osem pa v Nilovi delti. Štirje pečati so iz Sakare naslednjih pet pa iz  Abusir El Meleka, Kom Medinet Ghuraba, Kom El Ahmarja in Deir Rife v Srednjem Egiptu. Iz Gornjega Egipta je znanih dvajset pečatov iz Abidosa, Huja, Teb, Elefantine, Esne in Edfuja. V Nubiji so Šešijeve pečate odkrili v  egipčanskih trdnjavah Uronarti in Mirgisa, drugje pa v Dakki, Kermi, Sajali, Anibi, Masmasu, Farasu, Ukmi, Akaši in Saiju. Dva pečata so odkrili v Kartagini v kontekstu, arheološko datiranem v 2. stoletje pr. n. št.
Šešijevi pečati so zdaj shranjeni v več različnih muzejih, vključno z Izraelskim muzejem, Petriejevim muzejem egipčanske arheologije, Ašmolovim, Britanskim, Waltersovim,  Metropolitanskim in Egipčanskim muzejem  ter Louvreom.

### Zgodovinski viri
O Šešiju ni znana nobena zanesljiva zgodovinska omemba. Na Torinskem seznamu kraljev, sestavljenem v ramzeškem obdobju (1293 pr. n. št.-1185 pr. n. št.), ki je primarni vir podatkov za drugo vmesno obdobje, Šešija ni, ker je del papirusa, ki pokriva obdobje od trinajste do sedemnajste dinastije, močno poškodovan. Šešijevega kronološkega položaja zato s tega dokumenta ni mogoče ugotoviti.
V Egiptiaki (Zgodovina Egipta), ki jo je v med vladavino Ptolemaja II. v 3. stoletju pr. n. št. napisal svečenik Maneton, je omemba Šešija nejasna. V Egiptiaki so namreč samo helenizirana imena egipčanskih faraonov, zato ostaja identifikacija Šešija sporna.
Aharon Kempinski in Donald B. Redford sta trdila, da je Šeši zgodovinska oseba, ki je dala riž svetopisemskemu Šešaju iz plemena Anakim, ki je med poskusom vstopa Judov v Kanaan živel v Hebronu. David Rohl je šel še dlje in izrecno izenačil Šešija s Šešajem.

## Dinastija
Glede dinastije, kateri je pripapadal Šeši, so bile predlagane tri konkurenčne hipoteze.

### Hiški vladar
William C. Hayes, Nicolas Grimal, Redford in Peter Clayton istovetijo Šešija z Manetonovim Salitisom (znan tudi kot Saites). Po Egiptiaki je bil Salitis ustanovitelj hiške petnajste dinastije.  Bietak in  Janine Bourriau se s tem ne strinjata in predlagata, da se Salitisa izenači s Sakirharjem, manj znanim vladarjem iz drugega vmesnega obdobja Egipta, ki se je v nasprotju s Šešijem naslavljal s »Hiks«.
Če je Šeši istoveten s Salitisom, bi njegovi pečati, odkriti v Nubiji, pomenili, da so se Hiksi takoj po prihodu v Egipt povezali z Nubijci proti domorodni trinajsti egipčanski dinastiji. Njihov prihod je Grimal umestil v leto 1720 pr. n. št. Šešijevo kraljestvo je po Grimalovem mnenju obsegalo celo Nilovo delto in dolini Nila severno od Gebeleina. Jožef Flavij, ki se sklicije na Manetona, v svojem delu Proti Apionu omenja, da je Salitis vladal iz Memfisa in utrdil že obstoječe mesto Avaris, ki je kasneje postalo središče hiške moči.
Grimal in  Hayes enačita Šešija s kraljem Šarekom. Edini dokaz za njegov obstoj je napis na kamniti plošči z rodoslovjem svečenika Ankhefensekhmeta, ki je živel na koncu dvaindvajsete dinastije okoli leta 750 pr. n. št., torej okoli 900 let po Šešiju. 
William Ayres Ward in arheologinja Daphna Ben-Tor iz Šešijevih pečatov in pečatov drugih vladarjev iz druge polovice petnajste dinastije sklepata, da je Šeši vladal med hiškima faraonoma Hajanom in Apofisom.

### Hiški vazal
Jürgen von Beckerath je manj prepričan v Šešijevo identiteto in ga uvršča v svojo združeno petnajsto/šestnajsto dinastijo, v kateri so hiški vladarji z negotovim kronološkim položajem in vladarji, ki so bili po njegovem mnenju hiški vazali. Von Beckerathova analiza se opira na hipotezo, da so Manetonovo Šestnajsto dinastijo sestavljali manjši hiški vladarji v Nilovi delti, ki so služili močnejšim hiškim kraljem petnajste dinastije, kot sta bila Hajan in Apofis.
Manfred Bietak iz velikega števila dokazov o Šešiju sklepa, da je bil pomemben hiški vladar, njegova vključitev v petnajsto dinastijo pa je zaradi popolne odsotnosti njemu pripisanih spomenikov morda vprašljiva. Betak zato zaključuje, da bi bilo treba Šešija uvrstiti v skupino zahodnosemitskih vladarjev, ki so sobivali s petnajsto dinastijo, morda kot njihovi vazali ali delno neodvisni od nje, ker so se nekateri celo naslavljali s »Hiks«.
Obstoj nižjih hiških kraljev v Egiptu je še vedno predmet razprav. Ryholt je dokazal, da je v Evzebijevem povzetku Manetonove Egiptiake, v katerem pravi, da so Hiksi imeli vazale, Manetonovo izvirno besedilo izkrivljeno. Ryholt zato zavrača hipotezo, da so bili vladarji iz šestnajste dinastije hiški vazali, in trdi, da so bili domorodna egipčanska dinastija, ki je med padcem trinajste dinastije in prihodom sedemnajste dinastije neodvisno vladala v tebanski regiji. Njegove zaključke o šestnajsti dinastiji so sprejeli številni znanstveniki, med njimi Daphna Ben-Tor, James Peter Allen, Susan Allen, Baker in Redford. Redford in Bietak hkrati ne dvomita, da so bili pod okriljem vladarjev petnajste dinastije številni vazali v južni in obalni Palestini, Srednjem Egiptu in Tebah, ker je bil tak politični sistem značilen za amoritska kraljestva v Siriji in mestne države v Palestini.

### Faraon štirinajste dinastije
Ryholt in  Baker zavračata vključitev Šešija v petnajsto dinastijo. Ryholt opaža, da so zgodnji hiški vladarji, kot sta Sakirhar in Hajan, privzeli naslov »Heka kasevet«, kar pomeni »vladar tujih dežel«, ki ga Šeši ni imel. Razen tega je Hajan v drugi polovici svojega vladanja privzel tudi egipčanski priimek, čemur so sledili tudi kasnejši hiški kralji. Če bi se Šeši identificiral z Maaibrejem, bi tudi on imel egipčanski priimek, kar pomeni, da je bodisi vladal po Hajanu ali spadal v neko drugo dinastijo. 
Ryholt zato domneva, da je bil vladar iz štirinajste dinastije, ki je bila linija kraljev kanaanskega porekla in je verjetno vladala v vzhodni delti Nila tik pred prihodom hiške petnajste dinastije. Številni egiptologi priznavajo obstoj štirinajste dinastije na osnovi arheoloških dokazov in dejstva, da je na Torinskem seznamu kraljev med trinajsto dinastijo in kasnejšo hiško dinastijo prostor za okoli 50 vladarjev. Redford temu nasprotuje in domneva, da gre za 50 hiških kraljev in da je štirinajsta dinastija izmišljena.
George Willoughby Fraser je z grupiranjem skarabejskih pečatov, ki so bili na voljo leta 1900, Šešijevo vladavino datiral v »kratko dinastijo pred invazijo Hiksov«. Ryholt je s svojim grupiranjem skarabejev nedavno prišel do podobnega rezultata. Šešija je razvrstil pred Jakubherja in velika hiška vladarja Hajana in Apofisa, in za Jakbima, Jamuja, Kareha in Ahotepreja. Do enakega sklepa je neodvisno od Ryholta prišel Rolf Krauss. Ker je najzgodnejši vladar štirinajste dinastije, ki je omenjen na Torinskem seznamu kraljev, Nehesi, in ker je na Torinskem seznamu pred njim prostora samo za enega vladarja, Ryholt zaključuje, da je bil Šešijev predhodnik Ahotepre, naslednik pa Nehesi.

## Datiranje

### Sredina 18. stoletja pr. n. št.
Ryholt datira Šešijevo vladavino v sredino 18. stoletja pr. n. št. Njegov glavni argument so pečati Šešija in dveh faraonov s sredine Trinajste dinastije (Sekemrekutavi in Džedkeperev) egipčanski trdnjavi Uronarti v Nubiji. Trdnjava Uronarti je bila opuščena neznano kdaj v obdobju Trinajste dinastije. Zaradi pomanjkanja pečatov, ki bi jih lahko pripisali  kasnejšim faraonom, Ryholt dogodek datira v Džedkeperevovo vladavino, s čimer Šešijevo vladavino umesti v obdobje od 1745 pr. n. št. do 1705 pr. n. št. V Ryholtovi hipotezi o Šešijevi vladavini je začetek štirinajste dinastije pomaknjen v leto 1805 pr. n. št., kar je več kot 90 let prej, kot je domnevala večina egiptologov.

### Srednje do pozno 17. stoletje pr. n. št.
Če je Šeši istoveten s Salitisom, po Manetonu ustanoviteljem Petnajste dinastije, je živel okoli leta 1650 pr. n. št. Večina egiptologov, tudi Ryholt, se strinja, da so tistega leta v Egipt vdrli Hiksi. Če je Šeši živel v drugi polovici petnajste dinastije med faraonoma Hajanom in Apofisom, kot trdita Ben-Tor in Ward, je vladal okoli leta 1600 pr. n. št.

### Dolžina vladanja
Egiptologi, ki Šešija istovetijo s Salitisom, se sklicujejo na Jožefa Flavija, Siksta Julija Afričana in Evzebija, ki Salitisu pripisujejo 19 let vladanja. Ryholt se bolj zanaša na statistično metodo in dolžino Šešijeve vladavine ocenjuje od 20 do 53 let. Njegovo datiranje temelji na primerjavi števila pečatov faraonov Jakbima, Jamuja, Kareha in Ahotepreja s številom Šešijevih pečatov. Ker so prvi štirje vladali najmanj 30 let, pomeni, da so imeli od 7,5 do 20 pečatov na leto vladanja. Za Šešija s skoraj 400 pečati bi to pomenilo 20 do 53 let vladanja. Ryholt domneva, da je vladal okoli 40 let.

## Družina
Ryholt domneva, da je imel Šeši najmanj dve ženi: Tati, s katero je imel svojega naslednika Nehesija, in neznano kraljico, s katero je imel princa Ipkuja. Domneva temelji na slogovni podobnosti skarabejev kraljice Tati, princev Ipkuja in Nehesija in faraona Šešija. Tati je dokazano nubijsko žensko ime, s katerim bi se lahko pojasnilo nenavahno Nehesijevo ime, ki pomeni »Nubijec«. Motiv za Šešijevo dinastično poroko s kušitsko princeso bi lahko bilo zavezništvo z Nubijci. Ryholtovo hipotezo o Nehesiju lahko potrdijo številni skarabeji, na katerih se Nehesijevi naslovi »kraljev sin« in »najstarejši kraljev sin«, kar kaže na to, da je bil njegov oče kralj. Poleg tega sta Nehesi in Ipku nosila naslov »kraljev sin Raja«, kar bi lahko pomenilo, da sta bila Šešijeva mlajša sovladarja.
Z Ryholtovimi domneva se strinja tudi Baker, Ben-Torova pa jo zavrača in trdi, da je Nehesi vladal pred Šešijem, Nehesi, ki je omenjen kot kraljev sin, pa je bil kasnejši hiški princ. Leta 2005 so v utrjenem mestu Džaru v Nilovi delti odkrili Nehesijevo stelo, ki označuje začetek Horove poti, glavne ceste iz Egipta v Kanaan. Na steli piše, da je »kraljev sin Nehesi« daroval olje bogu Banebdžedetu. Na steli je omenjena tudi »kraljeva sestra Tani«. Ženska s tem imenom in njen naslov sta znana tudi iz drugih virov iz obdobja hiškega faraona Apofisa okoli leta 1570 pr. n. št. To pomeni, da je tudi »kraljev sin Nehesi« s stele živel okoli leta 1570 pr. n. št., kar je več kot sto let po »kralju Nehesiju«. To bi lahko potrdilo Ben-Torino ugotovitev, da se skarabeji »kraljevega sina Nehesija« slogovno razlikujejo od skarabejev kralja Negesija. Kraljev sin Nehesi bi torej lahko bil hiški princ in ne bolj znani kralj Nehesi.